# Michel Franchimont
Michel-Clément-François-Marie-Ghislain baron Franchimont (né à Liège, le 3 avril 1929 ; mort à Beaufays, le 14 août 2015) est un avocat pénaliste belge.
Il fut docteur en droit et licencié en criminologie ; avocat, puis bâtonnier du Barreau de Liège de 1987 à 1989.
Il fut professeur extraordinaire honoraire à l'Université de Liège et conférencier.
Président de la commission pour le droit de la procédure pénale, en 1998, dans la foulée de l'affaire Dutroux, il fut l'instigateur de la loi dite « Petit Franchimont », révisant les phases d'information et d'instruction de la procédure pénale dans un but de simplification. Le second volet, visant à réformer en profondeur la procédure pénale datant de 1808, fut adopté à l'unanimité au Sénat, mais privé d’accès à la Chambre par le gouvernement.
Il est inhumé au cimetière de Beaufays.

## Distinctions
Il obtint concession de noblesse héréditaire accordée par le roi Baudouin en 1991. En 2008, il fut élevé au titre personnel de baron par le roi Albert II.
Les distinctions suivantes lui ont été attribuées :
- Grand officier de l'ordre de la Couronne ;
- Grand officier de l'ordre de Léopold II ;
- Officier de l'ordre de Léopold.